# Ajanamsa

Ruchy osi planety (precesję oznaczono niebieską literą „P”)

Ajanamsa – Ayanamsha to sanskryckie słowo złożone z dwóch słów: ayana i amsha, gdzie ayana oznacza precesję a amsha wskazuje składnik. W przeciwieństwie do astrologii zachodniej, która jest oparta na tropikalnym zodiaku, wedyjski system astrologii jyotish, czyt: (dźjotisz) bierze pod uwagę gwiezdną (rzeczywistą) pozycję planet. W obecnej chwili różnica w położeniu planet wynosi ok. 24 stopni. Wartość ta zmienia się o ok. 50 sekund na rok.

## Czynnik sprawczy
Różnica w położeniu planet w zodiaku spowodowana jest precesją – zmianą położenia osi Ziemi w ruchu obrotowym.

## Historia powstania
Astrologia wedyjska posługuje się zodiakiem stałym, czyli gwiazdowym, natomiast zachodnia zwrotnikowym, czyli ruchomym. W zodiaku zwrotnikowym umowny początek zawsze przypada na punkt równonocy wiosennej. Ojcem astrologii zachodniej jest Grek Ptolemeusz, żyjący w II wieku n.e. W swym głównym dziele Terabiblis opisał wpływ konstelacji gwiazd na sprawy ziemskie i życie ludzkie. Aby uprościć system wyliczania pozycji gwiazd, wynalazł zodiak zwrotnikowy, który wyprowadzany jest od zwrotnych punktów Słońca. Pierwszego dnia wiosny, gdy dzień i noc są tej samej długości, zaczyna się znak Barana. Za czasów Ptolemeusza punkt ten pokrywał się z rzeczywistą pozycją Słońca w znaku Barana, dziś jednak na skutek zjawiska precesji punkty te oddalone są od siebie o ok. 23,5 stopnia.

## Precesja

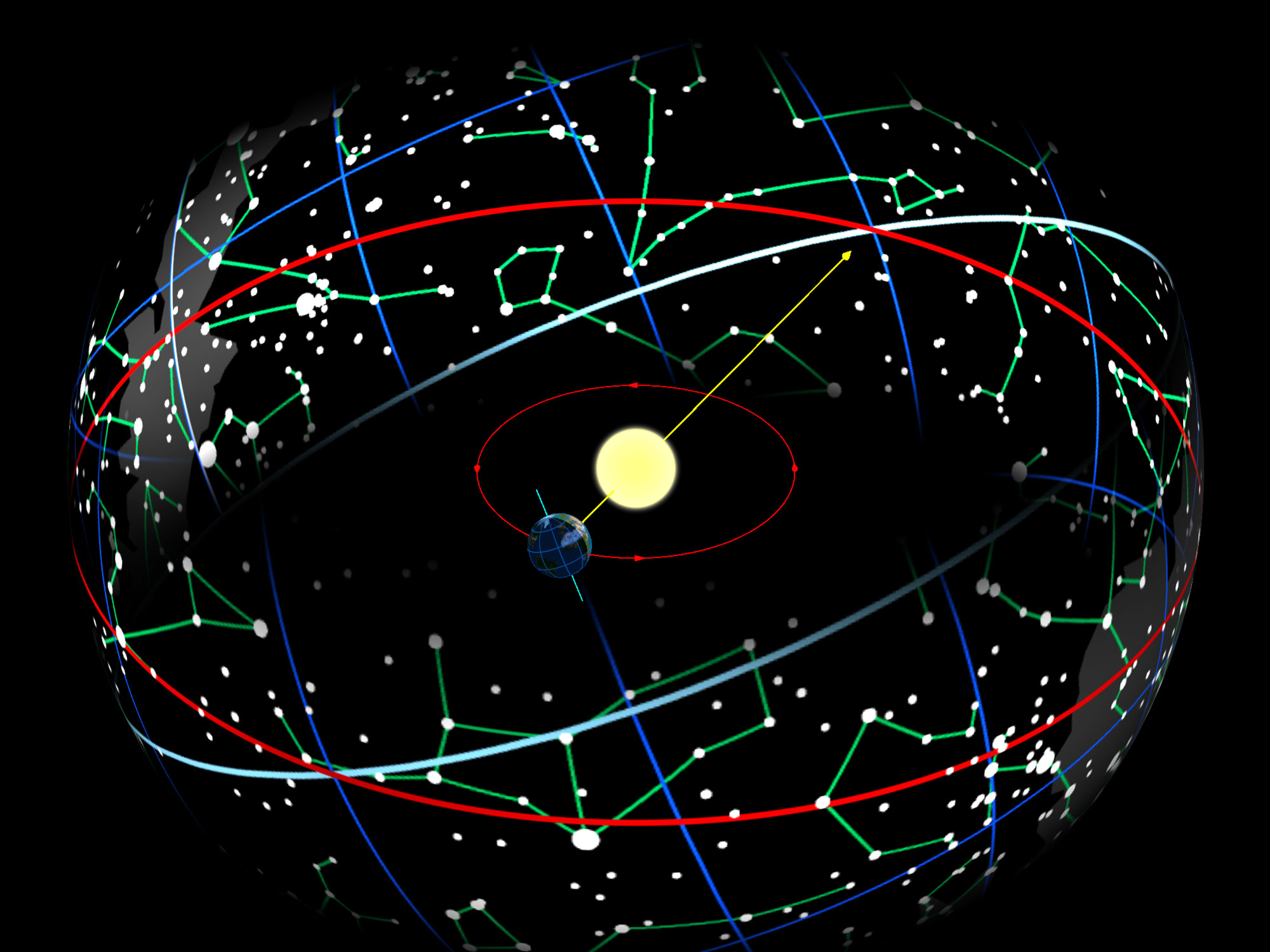
Wrażenie ruchu Słońca wzdłuż ekliptyki po sklepieniu niebieskim

Precesja związana jest z powolnym wirowym ruchem osi ziemskiej. Po 2140 latach punkt równonocy przesuwa się o 30 stopni w tył. W ciągu Roku platońskiego, który wynosi 25 770 lat, porusza się on raz przez cały zodiak. W czasie narodzin Chrystusa Słońce podczas równonocy wiosennej znajdowało się w 4°5′ w Baranie. W 1987 r. Słońce o tej samej porze było już w 6°20′ w Rybach. W roku 2450 punkt równonocy wiosennej wstąpi w znak Wodnika, rozpoczynając Erę Wodnika.

## Horoskop wedyjski
W horoskopie indyjskim znaki zodiaku nie będą takie same jak w zachodnim. Urodzony w pierwszej bądź drugiej dekadzie Bliźniąt według europejskiej astrologii zostanie we wschodniej Bykiem. Z Wodnika pierwszej dekady powstaje Koziorożec itd. Wiąże się z tym również inna interpretacja znaków. Lew w zodiaku zwrotnikowym nie jest tym samym, co Lew w gwiazdowym. Podczas gdy interpretacja znaków we wschodnim horoskopie pozostaje niezmienna od tysięcy lat, to astrologia zachodnia w swych interpretacjach musi podążać za zmieniającym się pasem zodiakalnym. Baran w zodiaku zwrotnikowym jest mieszaniną Byka i Barana w zodiaku gwiazdowym. Zodiak zwrotnikowy jest matematyczną konstrukcją pomocniczą, która służy łatwiejszemu obliczaniu stanowisk gwiazd. We wszystkich starych systemach astrologicznych, nie tylko indyjskim, ale chińskim, babilońskim i egipskim stosowano zmienny zodiak.

## Reforma
Większość tradycyjnych astrologów dźjotisz używa ayanamsy Lahiri, która została usankcjonowana przez Komitet Reform Kalendarzy (indyjski rząd) w 1954. Lahiri jest imieniem jednego z głównych sygnatariuszy.